# Astral Chain
Astral Chain es videojuego de acción-aventura desarrollado por PlatinumGames y publicado por Nintendo para la Nintendo Switch. Está dirigida por Takahisa Taura, quien anteriormente fue diseñadora de juegos para NieR: Automata, bajo la supervisión del creador de la serie Devil May Cry y Bayonetta, y diseños de personajes del artista de manga Masakazu Katsura. Fue lanzado el 30 de agosto de 2019. 

## Jugabilidad
Astral Chain es un videojuego de acción y aventura en el que el jugador asume el papel de un detective de la fuerza especial de policía "Neuron", que tiene la tarea de resolver casos e investigar incidentes que tienen lugar en "The Ark", el mundo principal del juego. Explorar el mundo, cuestionar los personajes no jugables y examinar la evidencia produce pistas y acertijos lógicos que se convierten en "pistas" que impulsan el proceso de investigación. Durante el transcurso del juego, los oficiales acceden al "Plano Astral ", un área interdimensional donde deben atravesar terrenos peligrosos, resolver acertijos y luchar contra enemigos, similar a la de las mazmorras de videojuegos tradicionales.
Los oficiales de Neuron pueden convocar a un familiar atado conocido como "Legión", atado por una cadena que es el nombre del juego. Las legiones vienen en varias formas diferentes con diferentes habilidades que se utilizan tanto para resolver acertijos como para combatir. Estos incluyen: una Legión basada en espada con ataques rápidos de cuchillas que se pueden usar para cortar circuitos e interrumpir ataques enemigos, una Legión arquera que puede apuntar a puntos débiles e interruptores distantes, una Legión con poderosos golpes que pueden mover objetos grandes, un hacha. Legión basada que puede atravesar escudos y detonar su hacha al incrustarlo en un objeto (al tiempo que genera su propio escudo), y una Legión K9 que el jugador puede montar (evadir automáticamente los ataques enemigos) y usar para rastrear olores o cavar en la basura.
El combate tiene lugar en tiempo real, tanto las armas cuerpo a cuerpo como a distancia se utilizan para luchar contra los enemigos, predominantemente la raza malévola de las "Quimeras". Los jugadores pueden invocar y controlar una legión durante el combate para ayudar en combos, tienen a luchar de forma automática, realizan poderosos movimientos finales (que también restaurar la salud), y también utilizar la cadena de frenar a los enemigos o permiten que el jugador tirolina fuera de peligro o por medio de multitudes de enemigos.
Completar combos, interrumpir ataques enemigos, restringir enemigos, esquivar y desplegar una Legión en el momento correcto le ofrecerá al jugador la oportunidad de realizar un ataque de sincronización, requiriendo que el jugador presione el gatillo izquierdo en el instante derecho (similar a Un evento de tiempo rápido). Los ataques de sincronización pueden extender combos, desencadenar ataques especiales, unir enemigos y ayudar al jugador a recuperarse de una caída. Después de realizar una gran cantidad de ataques de sincronización, el jugador puede fusionarse con su Legión por un corto tiempo para recuperar salud y causar grandes cantidades de daño.
El jugador comienza el juego con la Legión de la Espada, capturando a los otros cuatro en el transcurso del juego. Las legiones se pueden intercambiar en cualquier momento durante la batalla, y también se pueden actualizar a través de puntos de experiencia y habilidades desbloqueables. Al final de un caso, el jugador se clasifica en función de su rendimiento (si el jugador está en las dificultades "PT Estándar" o "PT Ultimate". Las dificultades casuales y desencadenadas no se clasifican).
Al principio del juego, los jugadores desbloquean la herramienta IRIS, una pantalla de visualización desde la cual pueden inspeccionar el entorno y buscar pistas, así como guardar su progreso, administrar inventario, personalizar menús en el juego, ver el mapa de nivel y administrar pedidos (puntos de referencia y desafíos fotográficos que recompensan al jugador con elementos, materiales de artesanía, XP, dinero y filtros fotográficos).
Los jugadores pueden elegir jugar capítulos anteriores desde su escritorio en la sede de Neuron al comienzo de cada nuevo capítulo. El jugador también puede regresar a esta área para mantener y personalizar sus Legiones, personalizar su personaje e interactuar con otros oficiales de Neuron. Los artículos consumibles también se pueden obtener de proveedores que luego se pueden usar para la elaboración, la recuperación de la salud o el combate. La dificultad de juego se puede cambiar entre los doce capítulos, y el jugador tiene la opción de jugar en un modo cinemático con combate fácil, una dificultad estándar y una dificultad "máxima" que se ofrece al jugar repetidamente capítulos que fueron golpeado en modo estándar.

## Parcela

### Configuración
Astral Chain se desarrolla en el año 2078, donde la humanidad está al borde de la extinción. Los restos de la población humana se han retirado a una megaciudad llamada "El Arca", que se encuentra en una enorme isla artificial. El mundo está siendo atacado por formas de vida interdimensionales llamadas "Quimeras", que residen en el "Plano Astral". Causan destrucción, arrastran a los civiles al plano astral y propagan "materia roja" que corrompe a los seres vivos y a los humanos. Para combatir a las Quimeras, se emplea la Fuerza de Tarea de la Policía "Neurona". Utilizan "Legiones", quimeras subordinadas que han sido atadas a un oficial a través de una cadena psíquica, utilizándolas para el combate y la investigación. 
El jugador asume el papel de uno de los dos gemelos, que se unen a Neuron como nuevos reclutas. El personaje seleccionado del jugador tiene una identidad personalizada, mientras que su hermano del sexo opuesto se convierte en "Akira Howard". Los dos gemelos fueron adoptados por el actual Capitán de Neuronas, Maximilian Howard. Otros personajes incluyen Neuron Commander y el genio científico Yoseph Calvert; Directora médica y científica Brenda Moreno; compañeros veteranos oficiales como Alicia López y Jin Wong que ayudan a los jugadores en el campo; Neuron Dispatcher y expresentadora de televisión Olive Espinosa; y la gerente de la oficina de neuronas, Marie Wentz. Los oficiales de Neuron también son asistidos por un hacker llamado Harold "Hal" Clark, quien pilota un dron de campo modificado.

### Historia
El jugador y Akira son enviados para responder a un ataque de aberración, pero son rápidamente superados por las quimeras, que no pueden ver. Los gemelos son salvados por Max, Alicia y Jin, quienes manejan Legiones capaces de luchar contra ellos. Yoseph asigna legiones al jugador y a Akira, lo que les permite ver y repeler las quimeras. Luego, el Jugador y Akira son formalmente incluidos en Neuron. Sin embargo, su primera misión de investigación sale mal cuando el jugador termina siendo arrastrado al plano astral, lo que resulta en el resto del escuadrón que los sigue para salvarlos. Desafortunadamente, el Plano Astral tiene el efecto secundario de debilitar a los humanos, y eventualmente todas las Legiones de Neuron se vuelven locas y se rompen del control de sus amos. Al final, solo el Jugador es capaz de recuperar su Legión. Para garantizar que el resto del escuadrón pueda escapar de manera segura, Max decide quedarse atrás para contener a las Legiones enloquecidas restantes, y el Jugador se ve obligado a dejarlo en el Plano Astral. Mientras tanto, las instalaciones de producción de la Legión de Neuron son atacadas, dejando al Jugador como el único oficial con acceso a una Legión.
Luego se envía al jugador a nuevas misiones para responder a los ataques de Quimera y, finalmente, también recuperar las Legiones enloquecidas. Durante este tiempo, entran en contacto con la Dra. Jena Anderson, una exalumna de Yoseph que parece estar instigando ataques de Quimera y guarda rencor contra UNION, el gobierno gobernante del Arca. Se las arregla para herir críticamente a Akira y le dice al jugador que sabe sobre su pasado y por qué pueden trabajar tan perfectamente con una Legión. Después de un segundo encuentro, Jena deja pistas para investigar la Zona 09, una sección en cuarentena del Arca donde nacieron el Jugador y Akira. El jugador explora la Zona 09 con Hal y descubre que UNION desarrolló una droga llamada Blue Evolve que podría permitir a los humanos luchar contra las quimeras, pero también conlleva el efecto secundario de convertir a los usuarios en aberraciones. El jugador se ve obligado a luchar contra uno de los homúnculos quiméricos de Jena, y al final es salvado por un Akira completamente recuperado, que ha obtenido una nueva Legión. Sin embargo, el jugador es encarcelado por ingresar a la Zona 09 sin permiso, y Hal se esconde para evitar el arresto.
Poco después, se produce otro ataque masivo de Quimera, y Neuron se ve obligado a movilizar al Jugador para detener el ataque y, finalmente, tener que luchar contra otro homúnculo de Jena. Jena se retira, pero realiza un ataque más amplio contra el Arca, alegando que está tratando de salvar a la humanidad. Ella se enfrenta a Yoseph, mostrando que los dos tienen ideas diferentes sobre cómo salvar a la humanidad. Cuando Yoseph se niega a retirarse, Jena se fortalece con Blue Evolve antes de luchar contra el Jugador. Sin embargo, después de que el Jugador derrota a Jena, de repente se fusionan completamente con su Legión y se vuelven locos, atacando a Akira. Jena se sacrifica distrayendo al Jugador transformado, diciéndoles que esta es la verdadera forma de su poder. Luego, Yoseph llama a los Cuervos, un grupo de trabajo de usuarios de la Legión recién creado, y les ordena matar al Jugador,
Luego, el Jugador se despierta en su forma humana, después de haber sido rescatado por Hal y Olive y llevado a un escondite en la Zona 09. Hal explica que Yoseph ha reemplazado en gran medida a Neuron con los Cuervos y está cazando activamente al Jugador, acusándolos de traición. . Luego salen a rescatar a Brenda, que huyó de Neuron debido a que sabía demasiado sobre los planes de Yoseph. Akira los confronta, tratando de convencer al Jugador de que regrese, pero Raven los embosca, y se revela que los Cuervos son todos clones de Akira. Los Cuervos atacan a Akira, haciendo que se fusionen con su Legión y se vuelvan locos. Para detener a Akira, el Jugador también se fusiona con su Legión, esta vez de buena gana, y logra devolverlos a su forma humana.
Queriendo descubrir y detener los planes de Yoseph, el Jugador y Akira asaltan el laboratorio de Yoseph, abriéndose paso a través de los Cuervos antes de enfrentarlo en persona. Yoseph luego usa a los Cuervos como catalizador para crear la Legión definitiva, Noah, y se fusiona con ella, con la intención de absorber toda la vida en la Tierra. Akira termina siendo absorbido por Noah tratando de proteger al jugador, y el jugador lucha contra Noah, debilitándolo lo suficiente como para que Akira pueda tomar el control del cuerpo de Noah temporalmente, permitiendo que el jugador destruya a Noah pero matando a Akira en el proceso.
Después de la destrucción de Noah, los ataques de Quimera comienzan a disminuir drásticamente, lo que permite a los humanos considerar abandonar el Arca y repoblar la Tierra. Alicia y Jin volvieron a unir a Neuron, con Olive como comandante interino, y la fuerza de tarea continúa manejando los pocos ataques de Quimera que aún ocurren en el Arca. También se revela que Akira sobrevivió a través de uno de sus clones restantes, después de haber sido trasplantados recuerdos por Brenda usando rastros encontrados en la Legión del original.

## Desarrollo
Tras la cancelación de Scalebound en enero de 2017, PlatinumGames había creado un lanzamiento temprano de Astral Chain. A pesar de las comparaciones con Scalebound en el juego de doble carácter, PlatinumGames productor Atsushi Inaba ha explicado que los dos juegos son muy diferentes en su concepto, y ve Astral Chain como una evolución de sus juegos de acción anteriores. Internamente, la compañía se refiere al juego como un "videojuego de acción sinérgico". Takahisa Taura fue nombrado director debido a su trabajo anterior en NieR: Automata, y la creencia de la compañía de que necesitan fomentar múltiples directores que puedan aportar un sabor diferente para cada uno de sus proyectos individuales.
Inicialmente, Astral Chain fue concebido como un juego de fantasía en el que el jugador utilizaría magia, sin embargo, por recomendación de Nintendo, el juego se cambió a una configuración de cyberpunk ya que sentían que sería una configuración más única. Taura explicó que la configuración del juego se inspiró en varios animes como Ghost in the Shell y Appleseed, así como en los trabajos de Masakazu Katsura, quien fue contratado para ser el diseñador de personajes del juego. Si bien la capacidad de jugar como hombre o mujer siempre fue una opción para el juego, en las primeras etapas del proyecto el juego no tenía protagonistas gemelos. La decisión de hacer protagonistas gemelos surgió de ideas basadas en los bocetos conceptuales de Katsura para los protagonistas. La inclusión de la personalización del personaje también se realizó para ayudar al jugador a sumergirse en el mundo. 
La jugabilidad de Astral Chain está diseñada para controlar dos personajes a la vez, lo que Taura ha dicho que comprende el núcleo del juego en sí mismo, comparándolo con la forma en que la habilidad "Wicked Weaves" es el núcleo de Bayonetta. Los desarrolladores también se inspiraron en Libble Rabble con el concepto de doble personaje. La construcción mundial se consideró importante durante el desarrollo; los desarrolladores querían mostrar a la policía que realizaba tareas y servicios cotidianos más allá de la lucha contra el crimen, y construyeron un elenco ampliado alrededor para acomodarlos. Taura señaló que la principal diferencia en el enfoque en comparación con el trabajo de PlatinumGames en NieR: Automata que Astral Chain tenía su escenario construido alrededor del juego en lugar de al revés.

## Música
La partitura de Astral Chain fue escrita y producida principalmente por Satoshi Igarashi, quien trabajó anteriormente en Bayonetta 2. Igarashi reveló que la música de fondo cambiará de género dependiendo del estado de ánimo de la escena. Por ejemplo, las escenas dramáticas usarán música de orquesta, las escenas con más tensión comenzarán a usar más música de metal y las escenas tranquilas tienen más probabilidades de usar música electrónica.
Nintendo propuso a PlatinumGames la idea de asociarse con Avex Group para adquirir vocalistas para las canciones temáticas del juego. William Aoyama, del grupo pop japonés Intersection; y Beverly , que interpretó la canción principal para la adaptación de anime de Fruits Basket de 2019; finalmente fueron elegidos por Igarashi y Taura para interpretar voces en tres temas diferentes. La decisión de contratar a dos vocalistas se tomó para representar a los protagonistas duales del juego. La canción de apertura llamada "Savior" se reproduce durante la secuencia de apertura del juego, que Taura solicitó que se hiciera como una apertura de anime. "Dark Hero" sirve como una canción destacada dentro del juego, y "The Answer" actúa como el tema final. 

## Recepción
En Metacritic, Astral Chain tiene un puntaje agregado de 87/100, lo que indica "revisiones generalmente favorables". En una revisión sin puntaje, el editor de revisión de Eurogamer, Martin Robinson le otorgó al juego una clasificación "Esencial", refiriéndose al juego como el mejor juego de PlatinumGames hasta la fecha, citando que "brilla más que nada en el pasado del estudio". "Steven Petite de IGN elogió el combate y comentó que "aunque Astral Chain carece de un sistema combinado profundo, lo compensa y luego algunos con su lista de Legiones". Destructoid El director de comentarios, Chris Carter, señaló que si bien el juego tiene un comienzo un poco lento, fue "completamente vendido" una vez que el juego introdujo la personalización, al tiempo que elogió a los jefes y la variedad de enemigos del juego.
El juego recibió algunas críticas por el uso de un protagonista silencioso, aunque recibió elogios unánimes por sus personajes secundarios y la construcción del mundo. Al escribir para Polygon, Chris Plante destacó las actividades secundarias no relacionadas con el combate del juego que implican que el jugador investigue y realice tareas útiles hacia los personajes que no son jugadores, citando que el juego es "un juego profundamente humano sobre un grupo de personas luchando por hacer el bien, no solo en el nivel que salva el mundo, sino en el nivel minuto a minuto, en un momento en que el futuro parece increíblemente sombrío", concluyendo llamando al juego la mejor nueva IP de Nintendo desde Splatoon. 
El juego se convirtió en un objetivo de bombardeo de revisión por parte de los usuarios de Metacritic, principalmente por ser un juego exclusivo de Nintendo Switch. Fire Emblem: Three Houses, otro título también publicado por Nintendo, fue bombardeado aproximadamente al mismo tiempo por razones similares, con los usuarios contrarrestando las puntuaciones negativas en ambos juegos con puntuaciones 10/10. Las bombas de revisión tanto en la de "Astral Chain" como en el "Fire Emblem: Three Houses" fueron eliminadas más tarde por Metacritic.

### Ventas
Astral Chain se lanzó en el n.°1 en las listas físicas del Reino Unido, #2 en las listas físicas japonesas, y en el #10 en las listas NPD de agosto. El juego vendió 46.875 copias físicas en sus primeras tres semanas a la venta en Japón.